# 政治效能感
在政治學中，政治效能感是公民對自己有能力改變政府的信任，相信自己能夠理解和影響政治事務。它通常通過調查來衡量，並被用作衡量公民社會更廣泛健康狀況的指標。

## 概念
它是由 Angus Campbell、Gerald Gurin 和 WE Miller 在分析1952年美國總統選舉中選民的行為和態度時引入的，並將其定義為“個人行動確實或可能對政治進程產生影響的感覺”。
政治效能有兩種類型：內部效能（相信一個人能夠理解政治並因此參與政治）和外部效能（政府會回應一個人的要求）。
政治效能被視為“政治參與的先決條件，並被視為民主社會中至關重要的社會特徵”。

## 表達方式
可以通過多種方式表達公民的政治效能：通過媒體、通過擁有抗議之權利、通過能夠發起請願，以及通過自由公正的選舉。公民在自己國家無能為力的感覺可能會導致政治犬儒主義或赤裸裸的暴力，這是在社會中政治效能低下的副作用。公民的政治效能也可以通過社交媒體渠道在線表達為“媒體使用—尤其是新聞消費—增強了效能、公共事務知識和公民參與”。
效能感與參與社會和政治生活高度相關；然而，研究並未表明公眾對政府或政治領導人的信心與投票之間存在任何關係。政治效能被發現會使政策偏好兩極分化。結果發現，效能感較高的人表達的政策偏好更符合他們的意識形態取向，也更極端；效能感低的人傾向於表達更溫和的政策偏好。這些結果是在實驗和觀察研究中得出的。 效能感通常隨著年齡的增長而增加。